# Fête de Lutte Ouvrière
Fête de Lutte Ouvrière is een jaarlijks driedaags cultureel en politiek festival in Frankrijk. Het wordt sinds 1971 georganiseerd door het trotskistisch-communistische dagblad Lutte Ouvrière en de gelijknamige organisatie. Het vindt jaarlijks plaats tijdens het Pinksterweekend in het park van het kasteel van Bellevue in Presles, ten noorden van Parijs.